# Herman Stok
Herman Stok (né le 11 juillet 1927 à Rotterdam et décédé le 2 juin 2021 à Amsterdam) est un animateur néerlandais de radio et de télévision.

## Biographie

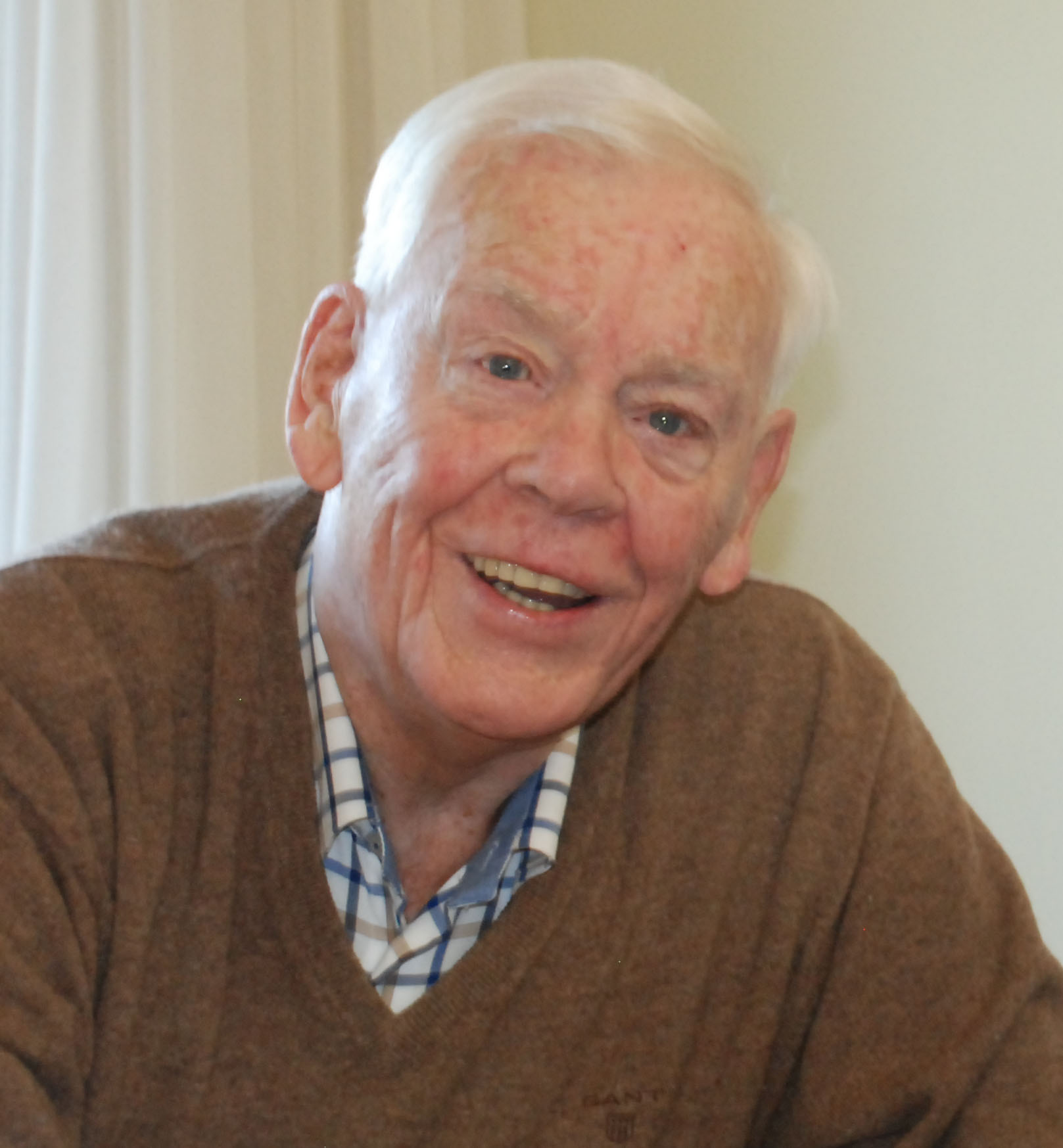
Herman Stok en 2014.

Herman Stok est un ancien comptable chez un grossiste en fruits et légumes de Hilversum. En 1950, il rencontre Kees van Maasdam, fondateur du Jeugd Amateur Radio Omroep (JARO), dans son grenier un an plus tôt. Le JARO est une initiative idéaliste visant à relier les jeunes du monde entier par les ondes. Stok et Van Maasdam développent une relation et Stok commence à présenter des programmes à l'organisme de radiodiffusion pour la jeunesse et devient le président du conseil d'administration de l'organisme. Par manque d'argent, l'initiative s'arrête en 1952. Lors d'une interview en 1987, Stok déclare qu'une demande de subvention au Prins Bernhard Cultuurfonds n'avait pas été honorée parce qu'« il n'est pas possible que des personnes homosexuelles travaillent dans une organisation avec des jeunes ». De cette idée naissent chez AVRO le programme radio Op De Jonge Golf et le département jeunesse Minjon,.
Dans les années 1970, en tant que successeur de Joop Söhne, Stok présente avec Letty Kosterman l'émission Z.O. du samedi matin. Cette émission de radio avec public a une forte densité d'écoute. Une caractéristique bien connue de l'émission est de deviner la voix d'une célébrité néerlandaise, comme c'est le cas plus tard pour Stemband avec Kees Schilperoort. Dans les années 1970, Stok présente également les programmes musicaux MIX et Wachten op middernacht sur Hilversum 3. Le 1er janvier 1988, il prend une retraite anticipée sur proposition de VARA.
En 2007 et 2012, il est présentateur invité à Omroep MAX sur Radio 5 Nostalgia.
Exactement un demi-siècle après leur première rencontre, Stok et Kees van Maasdam (1928-2019) se marient le 12 juin 2000 à Amsterdam,. Au moment du décès de Van Maasdam en mars 2019, ils étaient en relation pendant près de 69 ans.
Au début du mois de mai 2021, un cancer lui est diagnostiqué. Il décède un peu moins d'un mois plus tard à l'âge de 93 ans,. 